# Sarah McCormack
Pour les articles homonymes, voir McCormack.
Sarah McCormack, née le 19 août 1986, est une coureuse de fond irlandaise spécialisée en course en montagne et en cross-country. Elle a remporté la Coupe du monde de course en montagne 2019.

## Biographie
Née au Michigan de parents irlandais et anglais, elle grandit aux États-Unis et étudie à l'université d'État du Michigan. Durant ses années d'études, elle pratique le cross-country en Division I,.
En 2008, elle déménage au Royaume-Uni pour ses études de master à l'université de Sheffield, puis à l'université d'Édimbourg où elle obtient un doctorat en biogéochimie.
En 2012, elle termine 36e des championnats d'Europe de cross-country et remporte la médaille d'or par équipes.
En 2013, elle termine sixième aux championnats du monde de course en montagne et décroche la médaille de bronze par équipes avec Kate Cronin et Sarah Mulligan.
Le 2 mars 2014, elle s'élance parmi les favorites, aux côtés de Maria McCambridge et Michelle McGee, lors des championnats d'Irlande de cross à Dundalk. S'échangeant la tête de course à plusieurs reprises, Sarah parvient à prendre l'avantage décisif et s'offre le titre. Le 6 décembre, elle remporte le Great Langdale 10K à Stickle Barn en Cumbria en terminant première au scratch en 33 min 46 s, terminant 10 secondes devant le premier homme, David Hamilton.
En 2018, elle termine troisième au PizTri Vertical et à Šmarna Gora, quatrième au Hochfelln. Elle termine troisième de la Coupe du monde de course en montagne 2018, 5 points derrière Lucy Wambui Murigi.
En 2019, elle termine deuxième de la Short-Race du Lac d'Annecy puis décroche sa troisième victoire à la course du Snowdon avec le deuxième meilleur temps féminin de l'histoire en 1 h 14 min 49 s. Elle décroche encore deux autres podiums à la Drei Zinnen Alpine Run et à Šmarna Gora et remporte ainsi la Coupe du monde de course en montagne 2019.

## Palmarès

### Course en montagne
| no   | féminin            | Course                                               | Longueur | Départ            | Temps           |
| ---- | ------------------ | ---------------------------------------------------- | -------- | ----------------- | --------------- |
| 8e   | 8e                 | Championnats d'Europe de course en montagne          | 8,3 km   | 7 juillet 2012    | 40 min 55 s     |
| 6e   | 6e                 | Championnats du monde de course en montagne          | 9,1 km   | 8 septembre 2013  | 44 min 23 s     |
| 37e  | Médaille d'or      | Course du Snowdon                                    | 12,8 km  | 19 juillet 2014   | 55 min 21 s     |
| 3e   | Médaille de bronze | Trophée Vanoni                                       | 5 km     | 26 octobre 2014   | 22 min 21 s     |
| 34e  | Médaille d'or      | Course du Snowdon                                    | 16,9 km  | 18 juillet 2015   | 1 h 20 min 57 s |
| 9e   | 9e                 | Championnats du monde de course en montagne          | 8,9 km   | 19 septembre 2015 | 40 min 2 s      |
| 8e   | 8e                 | Championnats d'Europe de course en montagne          | 11 km    | 1er juillet 2018  | 58 min 1 s      |
| 29e  | Médaille de bronze | PizTri Vertical                                      | 3,3 km   | 4 août 2018       | 43 min 26 s     |
| 28e  | Médaille d'or      | Mémorial Partigiani Stellina                         | 14,5 km  | 26 août 2018      | 1 h 35 min 45 s |
| 29e  | Médaille de bronze | Course de Šmarna Gora                                | 10 km    | 6 octobre 2018    | 51 min 48 s     |
| 3e   | Médaille de bronze | Trophée Vanoni                                       | 5 km     | 28 octobre 2018   | 22 min 27 s     |
| 49e  | Médaille d'argent  | Trophée Nasego                                       | 20,6 km  | 19 mai 2019       | 1 h 53 min 25 s |
| 31e  | Médaille d'argent  | Short-Race du Lac d'Annecy                           | 16 km    | 24 mai 2019       | 1 h 32 min 33 s |
| 38e  | Médaille d'or      | Course du Snowdon                                    | 16,9 km  | 20 juillet 2019   | 1 h 14 min 49 s |
| 32e  | Médaille d'argent  | Drei Zinnen Alpine Run                               | 17,5 km  | 14 septembre 2019 | 1 h 46 min 20 s |
| 29e  | Médaille d'argent  | Course de Šmarna Gora                                | 10 km    | 12 octobre 2019   | 51 min 51 s     |
| 43e  | 6e                 | Sierre-Zinal                                         | 31 km    | 18 septembre 2020 | 3 h 17 min 38 s |
| 44e  | Médaille d'or      | Trophée Nasego                                       | 20,6 km  | 4 octobre 2020    | 1 h 52 min 32 s |
| 45e  | Médaille d'or      | Kilomètre vertical Chiavenna-Lagùnc                  | 3,3 km   | 11 octobre 2020   | 39 min 3 s      |
| 36e  | Médaille de bronze | Kilomètre vertical Chiavenna-Lagùnc                  | 3,3 km   | 10 octobre 2021   | 39 min 57 s     |
| 16e  | Médaille d'or      | Three Peaks Race                                     | 37,4 km  | 30 avril 2022     | 3 h 23 min 21 s |
| 30e  | Médaille d'argent  | PizTri Vertical                                      | 3,52 km  | 6 août 2022       | 40 min 32 s     |
| 107e | 4e                 | Sierre-Zinal                                         | 31 km    | 13 août 2022      | 3 h 4 min 12 s  |
| 42e  | Médaille de bronze | Marathon de la Jungfrau                              | 42,2 km  | 10 septembre 2022 | 3 h 46 min 14 s |
| 18e  | Médaille d'argent  | Course de Šmarna Gora                                | 10 km    | 1er octobre 2022  | 50 min 37 s     |
| 1re  | Médaille d'or      | Trophée Vanoni                                       | 5 km     | 23 octobre 2022   | 21 min 22 s     |
| 8e   | 8e                 | Championnats d'Europe de course en montagne - Montée | 7,6 km   | 31 mai 2024       | 54 min 46 s     |

### Cross
| Année | Compétition                     | Lieu    | Place | Épreuve       | Temps       |
| ----- | ------------------------------- | ------- | ----- | ------------- | ----------- |
| 2014  | Championnats d'Irlande de cross | Dundalk | 1re   | Cross-country | 29 min 41 s |

## Records
| Épreuve       | Performance     | Date             | Lieu       |
| ------------- | --------------- | ---------------- | ---------- |
| 5 kilomètres  | 16 min 15 s     | 20 juillet 2017  | Manchester |
| 10 kilomètres | 33 min 44 s     | 14 décembre 2014 | Telford    |
| Semi-marathon | 1 h 18 min 22 s | 19 mars 2017     | Reading    |